# Spring Breakdown
Spring Breakdown ou Des vacances de printemps d'enfer au Québec est un film américain réalisé par Ryan Shiraki, sorti directement en vidéo en 2009.

## Fiche technique
- Titre : Spring Breakdown
- Titre québécois : Des vacances de printemps d'enfer
- Réalisation : Ryan Shiraki
- Scénario : Ryan Shiraki, d'après une histoire de Rachel Dratch et Ryan Shiraki
- Producteurs : Rick Berg et Larry Kennar
- Producteurs exécutifs : Rachel Dratch, Michael I. Rachmil et Ryan Shiraki
- Musique : Deborah Lurie
- Directeur de la photographie : Frank G. DeMarco
- Montage : David Codron et Tom Lewis
- Distribution des rôles : Roger Mussenden
- Création des décors : Caty Maxey
- Direction artistique : Denise Hudson
- Décorateur de plateau : Sandy Struth
- Création des costumes : Tom Broecker
- Société de production : Code Entertainment
- Société de distribution : Warner Premiere
- Pays :  États-Unis
- Genre : Comédie
- Durée : 84 minutes
- Dates de sortie : 
  -  États-Unis : 16 janvier 2009 (première au Festival de Sundance), 2 juin 2009 (première DVD)

## Distribution
- Amy Poehler (VQ : Marika Lhoumeau) : Gayle
- Parker Posey (VQ : Anne Bédard) : Becky
- Rachel Dratch (VF : Marie-Martine ; VQ : Natalie Hamel-Roy) : Judi
- Amber Tamblyn (VQ : Camille Cyr-Desmarais) : Ashley
- Sophie Monk (VQ : Pascale Montreuil) : Mason
- Jonathan Sadowski (VQ : Philippe Martin) : Doug
- Missi Pyle (VQ : Johanne Garneau) : Charlene
- Jane Lynch (VF : Martine Irzenski ; VQ : Claudine Chatel) : la sénatrice Kay Bee Hartmann
- Sarah Hagan (VQ : Isabelle Payant) : Truvy
- Kristin Cavallari (VQ : Catherine Bonneau) : « 7-3 »
- Mae Whitman (VQ : Éveline Gélinas) : Lydia
- Seth Meyers (VQ : Patrice Dubois) : William
- Will Arnett (VQ : Daniel Picard) : Ted
- Justin Hartley (VQ : Nicolas Charbonneaux-Collombet) : Todd

 Source et légende : version française (VF) sur RS Doublage et version québécoise (VQ) sur Doublage QC